# St. Karl Borromäus (München)

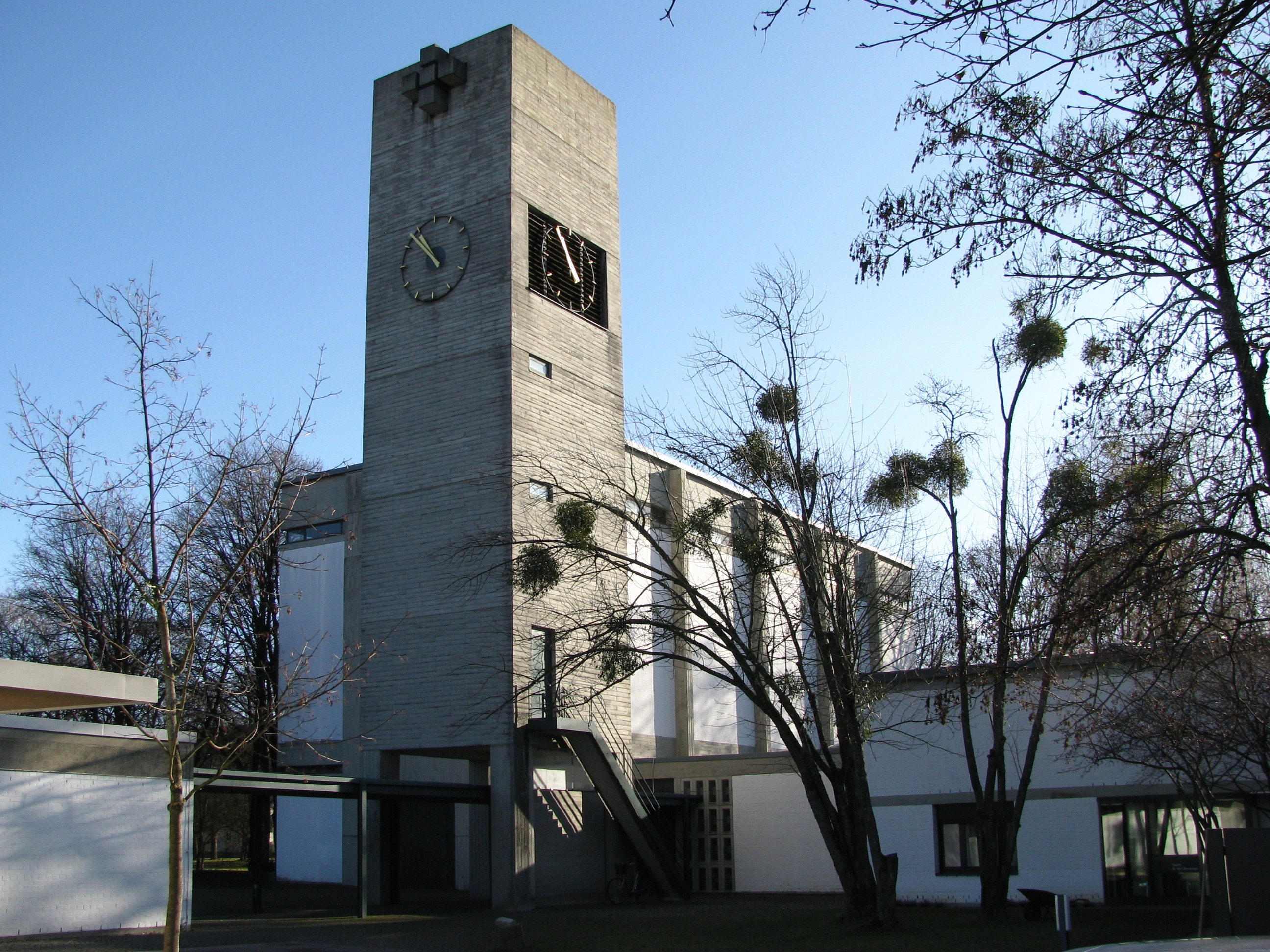
St. Karl Borromäus, Ansicht von Westen

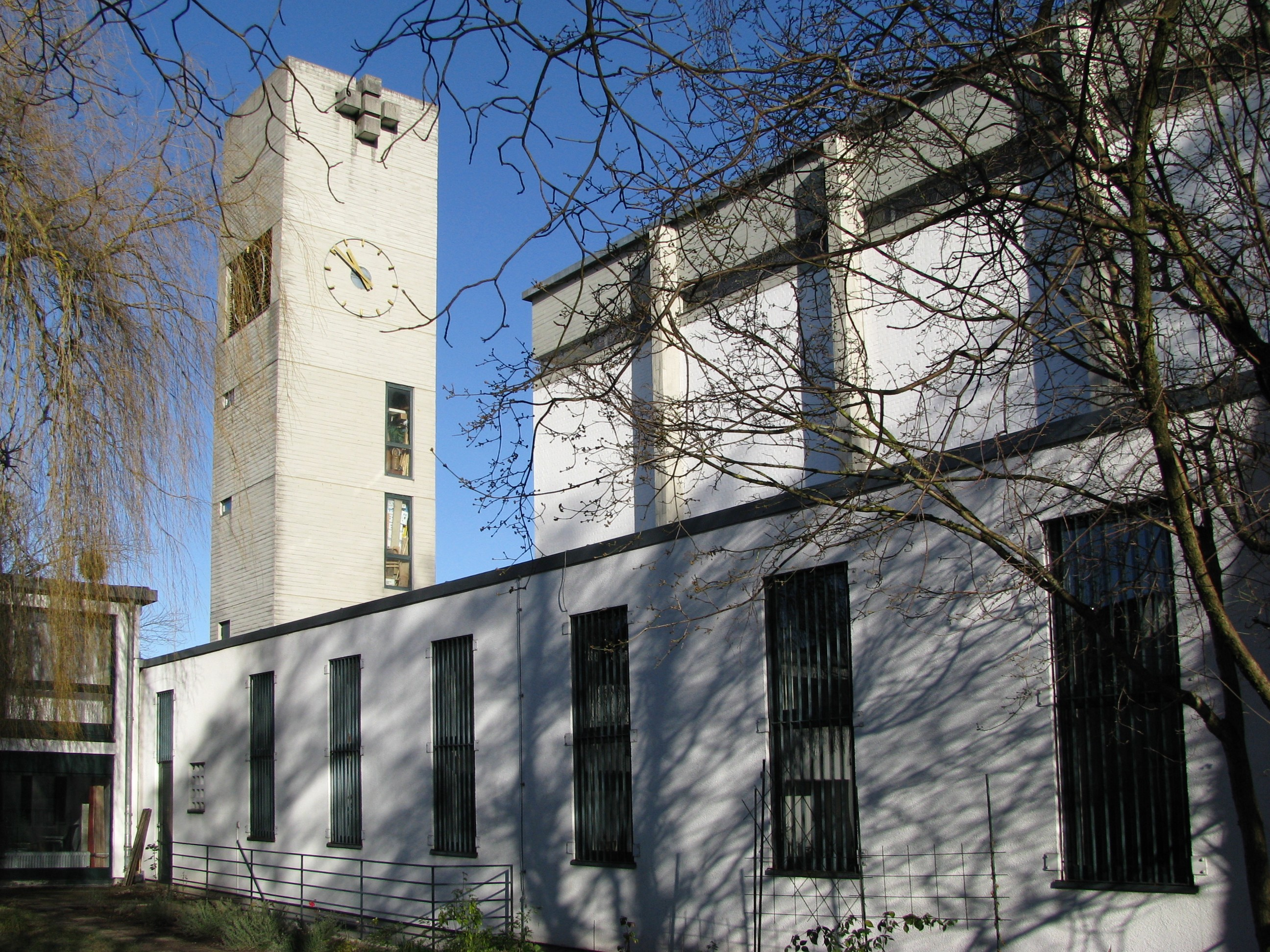
Ansicht von Süden

St. Karl Borromäus ist ein Kirchengebäude  der römisch-katholischen Kirche in München. Die Kirche ist dem heiligen Karl Borromäus gewidmet und dient der Pfarrei Karl Borromäus im Pfarrverband Forstenried als Pfarrkirche. Der Gebäudekomplex aus Kirche, Pfarrhaus und Gemeindezentrum ist als Baudenkmal in die Bayerische Denkmalliste eingetragen.

## Lage
Die Kirche steht am Genfer Platz im Münchner Stadtbezirk 19 Thalkirchen-Obersendling-Forstenried-Fürstenried-Solln ungefähr in der Mitte der Wohnsiedlung Fürstenried Ost in einem von Fußgängerwegen durchzogenen Grünstreifen. Etwa 400 Meter westlich der Kirche liegt Schloss Fürstenried, dazwischen verläuft die Bundesautobahn 95. Die Hauptachse des Gebäudes, die Verbindungslinie zwischen Hauptportal und Apsis, verläuft ungefähr von Nordwest nach Südost.

## Geschichte
Für die im Bau befindliche Wohnsiedlung Fürstenried Ost beschloss der Münchner Stadtrat 1960 die Errichtung eines Kirchengebäudes. 1961 wurde die Gemeinde St. Karl Borromäus gegründet. Der Gemeindepatron Karl Borromäus war bereits 1914 in einem Kirchenfenster der Mutterkirche Heilig Kreuz in Forstenried dargestellt worden.
Die Gottesdienste fanden zunächst in der Kantinenbaracke (Lage) des im Bau befindlichen Sparkassenhochhauses statt und ab Weihnachten 1961 in einem großen Zelt (Lage) an der Ecke Genfer Platz / Berner Straße. Die Pläne für das Kirchengebäude erstellte Herbert Groethuysen, der in München bereits in der Innenstadt gemeinsam mit Alexander von Branca  die Klosterkirche Herz Jesu (erbaut 1953 bis 1955) und die Herzogspitalkirche (erbaut 1956 bis 1957) entworfen hatte. Baubeginn war 1962, die Grundsteinlegung erfolgte aber erst am 26. Mai 1963, dem Fest der Himmelfahrt Christi. Am 20. Dezember 1964, dem vierten Adventssonntag, weihte Weihbischof Johannes Neuhäusler das neue Gotteshaus. Bereits 1963 war das Pfarrheim fertiggestellt worden. 1965 wurde auf dem Gelände, auf dem bisher die Zeltkirche stand, als letzter Bauteil des Gebäudekomplexes der Kindergarten errichtet und im Dezember eröffnet.
Die Gemeinde St. Karl Borromäus wurde  am 1. April 1964 von der Mutterpfarrei Heilig Kreuz getrennt und als Kuratie errichtet. Am 1. Juli 1967 wurde sie zur Pfarrei erhoben. Seit 2012 bildet St. Karl Borromäus gemeinsam mit Heilig Kreuz den Pfarrverband Forstenried.

## Architektur

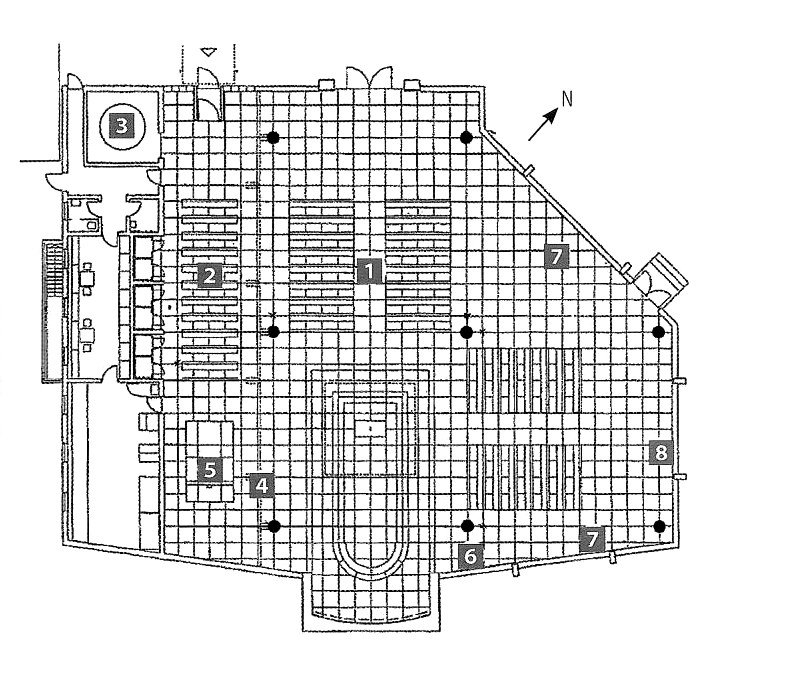
Grundriss der Kirche

Die Kirche ist ein flachgedeckter Zentralbau über einem asymmetrischen Grundriss mit einer Fläche von etwa 1000 Quadratmetern. An einen Hauptbau mit einer Traufhöhe von etwa 16  Metern schließt sich im Südwesten ein flacher, eingeschossiger Anbau an. Die Mauern sind mit sichtbarem Betonskelett und geschlämmter Backsteinausfachung ausgeführt. Om oberen Ende und auf etwa einem Drittel der Höhe der Wände umlaufen schmale Fensterbänder den Hauptbau. Die Nordwestfassade hat einen flachen Mittelrisalit, in dem sich das nur zu besonderen Anlässen geöffneten Hauptportal der Kirche befindet. Der tagsüber geöffnete Nebeneingang der Kirche liegt rechts vom Hauptportal in dem niedrigeren Gebäudeteil. Die übrigen Wände des Hauptbaus sind durch Betonrippen vertikal gegliedert. 
Direkt neben der Pfarrkirche liegt das Pfarrhaus, ein zweigeschossiger Flachdachbau. Auf dem Vorplatz der Kirche steht ein 24 Meter hoher Glockenturm mit Flachdach über einem quadratischen Grundriss mit etwa 5 Metern Seitenlänge. Auf der Nordost- und Südwestseite hat er rechteckige Schallfenster mit Klanglamellen. An allen vier Seiten ist in der Höhe der Schallfenster ein Ziffernblatt einer Turmuhr angebracht, an den Seiten mit Schallfenster auf den Klanglamellen. Statt eines den Turm bekrönenden Turmkreuzes ist am oberen Turmende auf der Nordwest- und Südostseite je ein aus fünf quadratischen Betonblöcken gebildetes Kreuz angebracht. Dieses Muster wurde zum Logo der Pfarrei.
Ein überdachter Gang führt von dem Nebeneingang der Kirche aus durch das offene Erdgeschoss des Glockenturms zu dem der Kirche gegenüberliegenden Gemeindezentrum, einem eingeschossigen Flachdachbau. Zu dem Gebäudekomplex gehört auch der separat an der Berner Straße gelegene Kindergarten, der jedoch kein Bestandteil des Baudenkmals ist.
Im Inneren ist der Kirchenraum eine hohe, etwa 30 Meter lange und 28 Meter breite Halle mit einer Betondecke, die als Kassettendecke ausgeführt ist. Die Betonrippen der Kassettendecke ruhen auf acht 14 Meter hohen Rundpfeilern, die so angeordnet sind, dass sie die Ecken von drei L-förmig aneinandergelegten Quadraten mit 12 Metern Seitenlänge bilden. Diese Anordnung entspricht zwei quer zueinander liegenden Rechtecken, die sich teilweise überlappen und somit ein Hauptschiff und ein einseitiges Querschiff der Kirche bilden. Eine schräge Verbindungswand zwischen den Ecken der beiden äußeren Quadrate gibt dem Raum im Wesentlichen die Form eines unregelmäßigen Fünfecks.
Das mittlere Quadrat, in dem sich die beiden Rechtecke überlappen, bildet mit seinen vier Ecksäulen die Vierung des Kirchenraums und dient als Altarraum. In seiner Mitte hat die Betondecke eine große Lichtöffnung mit einem gläsernen Satteldach. Die beiden anderen Quadrate sind mit Kirchenbänken ausgestattet.  Der Altarraum wird von einer flachen Apsis abgeschlossen. Von dort aus zieht sich eine dreistufig erhöhte Altarinsel fast bis zur Mitte des Kirchenraums. Der weit in den Raum vorgezogene Altar entspricht bereits der Liturgiereform des Zweiten Vatikanischen Konzils, das während der Bauzeit der Kirche stattfand.
Südwestlich des Hauptraums schließt sich eine Sakramentskapelle an, die bereits in dem flacheren Anbau liegt. Sie erstreckt sich über die gesamte Länge der Kirche und ist zum Hauptraum hin offen. Somit ist sie wie ein Seitenschiff nur durch die geringere Deckenhöhe von diesem abgegrenzt und kann bei Gottesdiensten auch als Teil des Kirchenraums genutzt werden. Im vorderen Bereich der Sakramentskapelle führt eine Tür in die Sakristei. Im hinteren Bereich führt ein offener Durchgang in eine Taufkapelle, die durch eine zentrale Fensteröffnung in der Betondecke Licht erhält.

## Ausstattung
Die liturgische und künstlerische Ausstattung der Kirche schuf der Bildhauer Blasius Gerg im Jahr 1964. Dazu zählen unter anderem folgende Werke:
- Die Apsis ist mit 64 dunklen, rechteckigen Gusseisenplatten ausgekleidet, die im Raster 8 × 8 angeordnet sind. Zehn dieser Platten sind versilbert und bilden ein Kreuz, das dem aus fünf kreuzförmig angeordneten Quadraten gebildeten Logo der Pfarrei ähnelt. An Sonn- und Feiertagen wird dieses Kreuz im Gottesdienst mit einem Scheinwerfer in der aktuellen liturgischen Farbe angestrahlt.
- Der Volksaltar steht auf der erhöhten Altarinsel unter der Lichtöffnung und ist als massiver Steinblock auf einem schmaleren Fuß gebildet.
- Die Tabernakelstele in der Sakramentskapelle ist aus zwei hohen Serpentinit-Steinen gebildet, zwischen denen ein schmaler Spalt verbleibt. In die Stele ist der würfelförmige vergoldete Tabernakel eingelassen.
- Der Sakramentsaltar steht vor der Tabernakelstele und ist als massiver Steinblock gebildet.
- Eine abstrahierte Marienstatue, die erst 1966 hinzukam, steht an dem Übergang zwischen der Sakramentskapelle und dem Hauptraum auf einem Sockel. Sie ist aus Bronze gefertigt und zeigt Maria, wie sie dem Betrachter das Jesuskind präsentiert. Ihr Oberkörper ist in Form einer runden Scheibe gebildet, was an die Präsentation des eucharistischen Leibes Christi in einer Monstranz bei einer Eucharistischen Anbetung erinnert und einen Bezug zu dem nahegelegenen Tabernakel herstellt.
- Das Taufbecken in der Taufkapelle ist als runde Steinsäule gebildet. Aus dem Becken steigt ein Wasserrohr empor und lässt stetig Wasser in vier kreuzförmig angeordnete Profile laufen, an deren Ende es in das Taufbecken zurücktropft.
- Ein aus einem schwarzen Granitblock gebildeter Brunnen[6] steht auf dem Vorplatz vor dem Gemeindezentrum, ist jedoch nicht mehr als Brunnen in Betrieb. Ein gleich großer, daneben liegender Block aus schwarzem Granit dient zum Abbrennen des Osterfeuers.

Von Gerg stammen außerdem die Weihwasserbecken, die Apostelleuchter, die Altarleuchter, der Osterleuchter, das Altarkreuz sowie die zwei aus Quadraten gebildeten Kreuze am Glockenturm. Ein fester Ambo war damals nicht vorgesehen. Stattdessen wird ein einfach gestalteter portabler Ambo aus Messing verwendet, der abwechselnd im Hauptraum und der als Werktagskirche dienenden Sakramentskapelle zum Einsatz kommt.
Weitere Ausstattungsstücke der Kirche sind ein Halbrelief des Kirchenpatrons Karl Borromäus aus dem Jahr 1686, das links neben der Altarinsel an der Wand hängt, ein von Helmut Kästl gemalter Kreuzweg aus dem Jahr 1988, der ringsum über alle Wände der Kirche verteilt ist und bei dem als 15. Station ein Bild der Auferstehung Christi hinzugefügt ist, sowie ein großes Kruzifix in der Taufkapelle.

## Orgel
Nach den ursprünglichen Planen war über dem Hauptportal an der Nordwest-Wand eine Orgelempore vorgesehen, die jedoch nicht realisiert wurde. 1964 erhielt die neu erbaute Pfarrkirche zunächst eine kleine Orgel der Firma Walcker mit zehn Registern. 1972 baute dieselbe Firma eine größere Orgel als Ersatz, die 1973 eingeweiht wurde. Als Besonderheit enthält sie Spanische Trompeten. Die drei Werke sind an der Rückwand des Querschiffs in der Reihenfolge Schwellwerk, Hauptwerk, Pedal übereinander angeordnet. Der Spieltisch steht frei vor dem Instrument, so dass der Organist mit dem Rücken zur Orgel sitzt und zum Altar blicken kann.  Renoviert wurde die Orgel 2011 durch die Orgelbaufirma Christoph und Matthias Kaps.
Die Orgel verfügt über 26 Register, verteilt auf zwei Manuale und ein Pedal, und hat folgende Disposition:

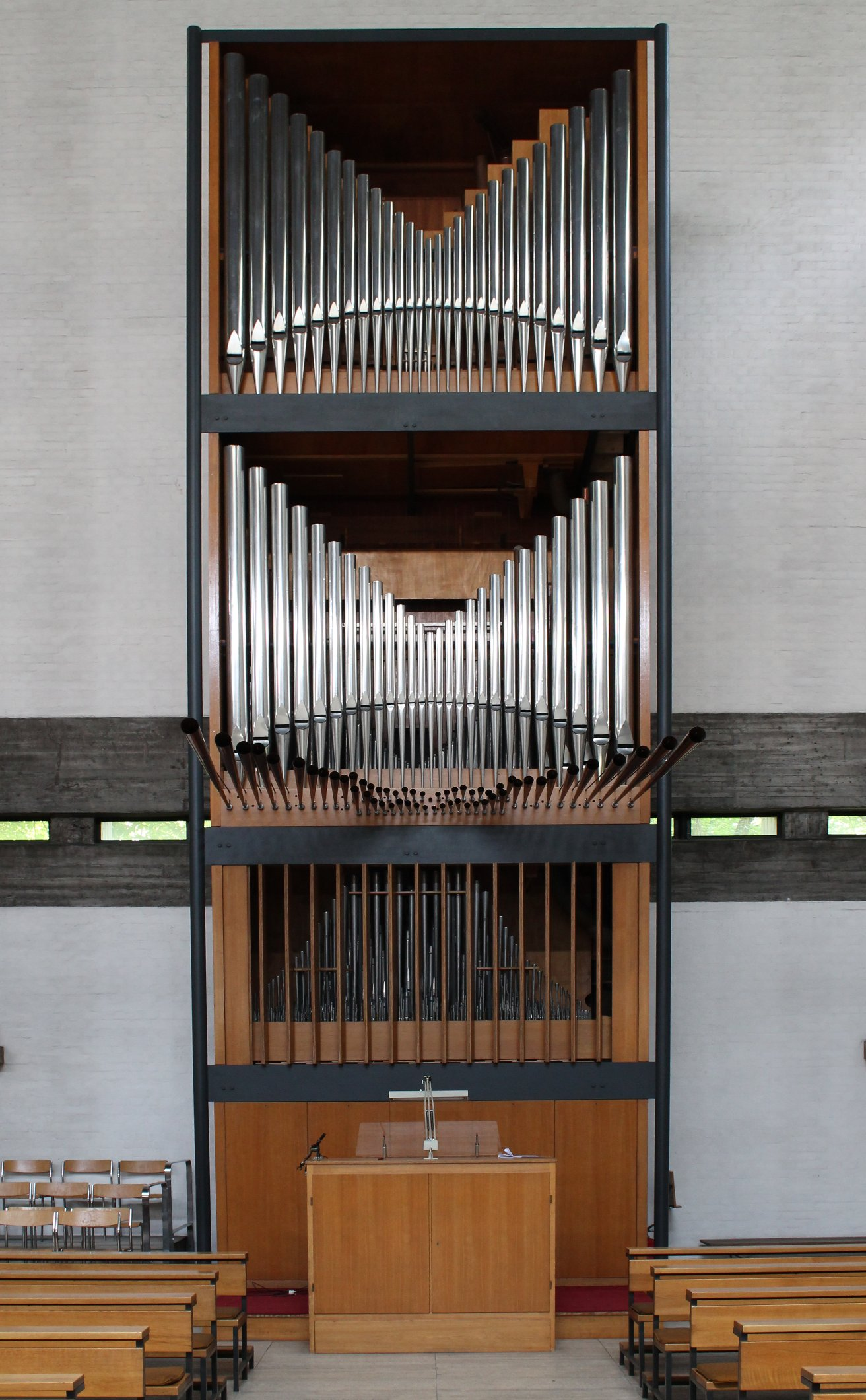
Orgel

| I Hauptwerk C–g3    |     |
| Prinzipal           | 8′  |
| Spitzflöte          | 8′  |
| Oktave              | 4′  |
| Rohrflöte           | 4′  |
| Oktave              | 2′  |
| Septimenkornett III |     |
| Mixtur V            |     |
| Fagott              | 16′ |
| Spanische Trompete  | 8′  |

| II Schwellwerk C–g3 |       |
| Gedackt             | 8′    |
| Weidenpfeife        | 8′    |
| Prinzipal           | 4′    |
| Blockflöte          | 4′    |
| Nasard              | 2 ⁄3′ |
| Koppelflöte         | 2′    |
| Oktave              | 1′    |
| Terznone II         |       |
| Scharffcymbel IV    |       |
| Französisch Oboe    | 8′    |
| Tremulant           |       |

| Pedal C–f1  |     |
| Subbaß      | 16′ |
| Oktavbaß    | 8′  |
| Rohrpommer  | 8′  |
| Choralbaß   | 4′  |
| Baßzink III |     |
| Mixtur III  |     |
| Posaune     | 16′ |

- Koppeln: II/I, I/P, II/P

## Glocken
In dem Glockenturm der Kirche hängen drei Glocken. Sie wurden 1968 von der Glockengießerei Bachert in Bad Friedrichshall aus Bronze gegossen und sind im Te-Deum-Motiv (kleine Terz, große Sekunde) disponiert. Die Tonlage des Geläuts ist auf das der etwa 600 Meter entfernten evangelischen Andreaskirche abgestimmt.
| Glocke | Masse   | Durchmesser | Schlagton (HT-1⁄16) | Inschrift                                    |
| ------ | ------- | ----------- | ------------------- | -------------------------------------------- |
| 1      | 1555 kg | 1402 mm     | d1 -2               | UT OMNES UNUM SINT (dass alle eins seien)    |
| 2      | 850 kg  | 1172 mm     | f1 -2               | PAX HOMINIBUS (Friede den Menschen)          |
| 3      | 614 kg  | 1045 mm     | g1 -3               | RESURRECTIO ET VITA (Auferstehung und Leben) |

## Belege
1. 1 2  St. Karl Borromäus. In: pfarrverband-forstenried.de. Pfarrverband Forstenried, abgerufen am 3. November 2021.
2. ↑  Denkmalliste für München (PDF) beim Bayerischen Landesamt für Denkmalpflege. Abgerufen am 3. November 2021 (Denkmalnummer D-1-62-000-8499)
3. ↑  Lothar Altmann: Kath. Pfarrkirche St. Karl Borromäus in Fürstenried-Ost, München, 2024, S. 1
4. 1 2  Lothar Altmann: Kath. Pfarrkirche St. Karl Borromäus in Fürstenried-Ost, München, 2024, S. 2.
5. ↑  Lothar Altmann: Kath. Pfarrkirche St. Karl Borromäus in Fürstenried-Ost, München, 2024, S. 8 ff.
6. ↑  Otto Josef Bistritzki: Brunnen in München. Lebendiges Wasser in einer großen Stadt. Historische Einführung: Michael Schattenhofer. Verlag Georg D. W. Callwey, München 1974, ISBN 3-7667-0303-X, S. 150 Nr. 219.
7. ↑  Lothar Altmann: Kath. Pfarrkirche St. Karl Borromäus in Fürstenried-Ost, München, 2024, S. 11
8. 1 2  Katholische Pfarrkirche Sankt Karl Borromäus (Forstenried). In: Orgel Databank. Abgerufen am 6. November 2021.
9. ↑  Neue und restaurierte Orgeln in der Erzdiözese 2007-2016: München-St. Karl Borromäus in München-Forstenried. In: Website des Erzbistums München und Freising. Abgerufen am 6. November 2021.
10. ↑  Lothar Altmann: Kath. Pfarrkirche St. Karl Borromäus in Fürstenried-Ost, München, 2024, S. 4

Koordinaten: 48° 5′ 39,3″ N, 11° 29′ 29,8″ O
- Karte mit allen Koordinaten:
- OSM |
- WikiMap